# Schloss Pirkensee

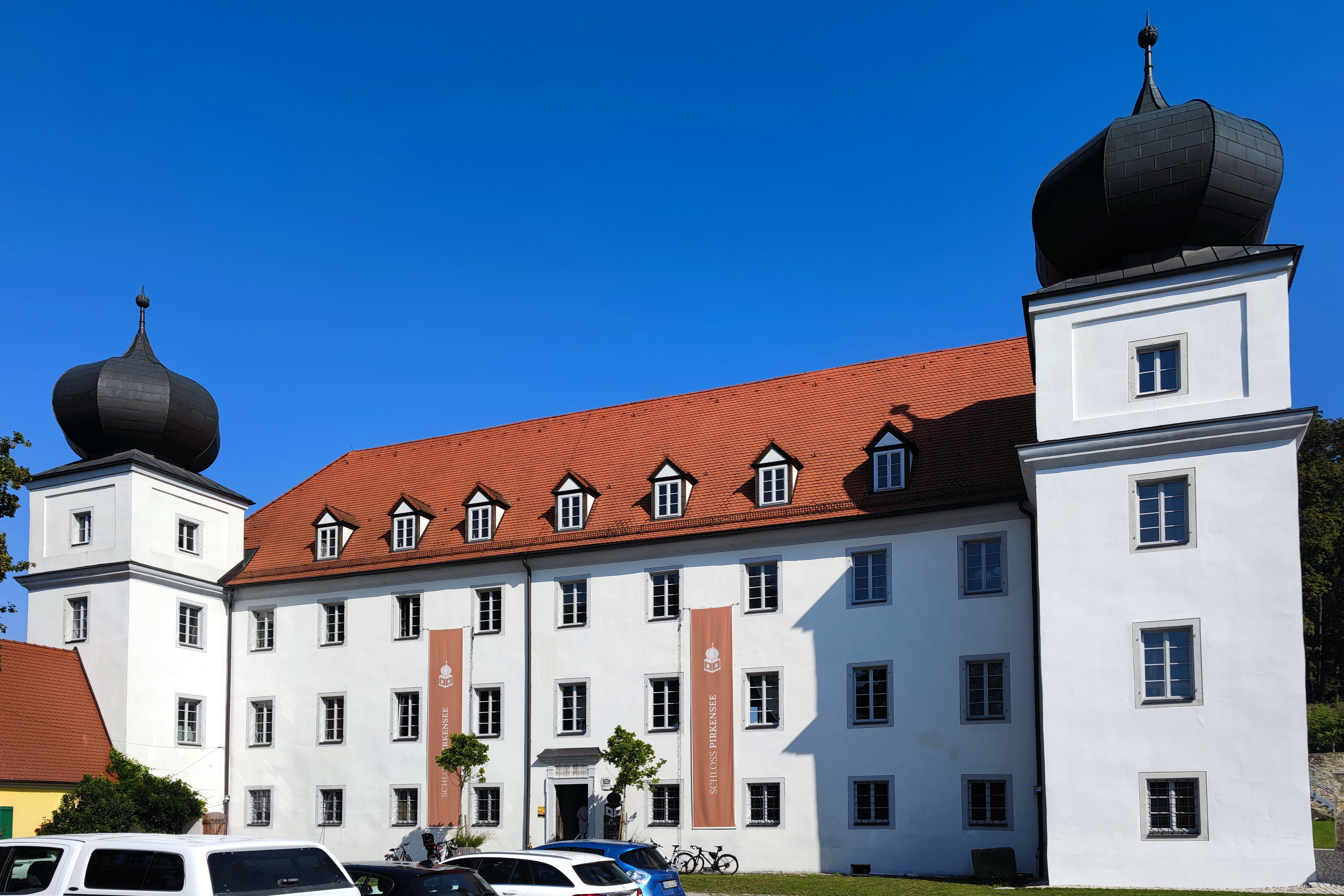
Schloss Pirkensee

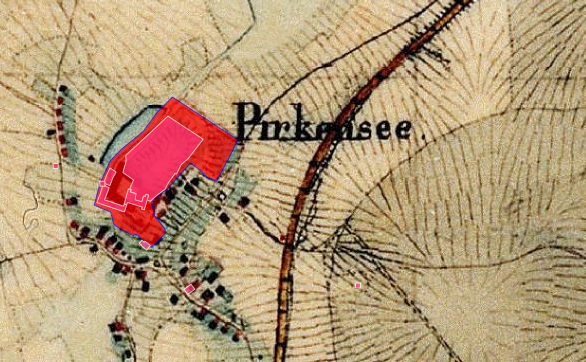
Lageplan von Schloss Pirkensee auf dem Urkataster von Bayern

Das denkmalgeschützte Schloss Pirkensee befindet sich im Stadtteil Pirkensee der oberpfälzischen Stadt Maxhütte-Haidhof (Floriansweg 7). Die Anlage wird als Bodendenkmal unter der Aktennummer D-3-6838-0163 im Bayernatlas als „archäologische Befunde im Bereich des Schlosses in Pirkensee mit dem zugehörigen Wirtschaftshof, der Schlosskapelle St. Anna und der barocken Gartenanlage, zuvor mittelalterliche Burganlage“ geführt. Ebenso ist sie unter der Aktennummer D-3-76-141-27 als denkmalgeschütztes Baudenkmal von Pirkensee verzeichnet.

## Geschichte

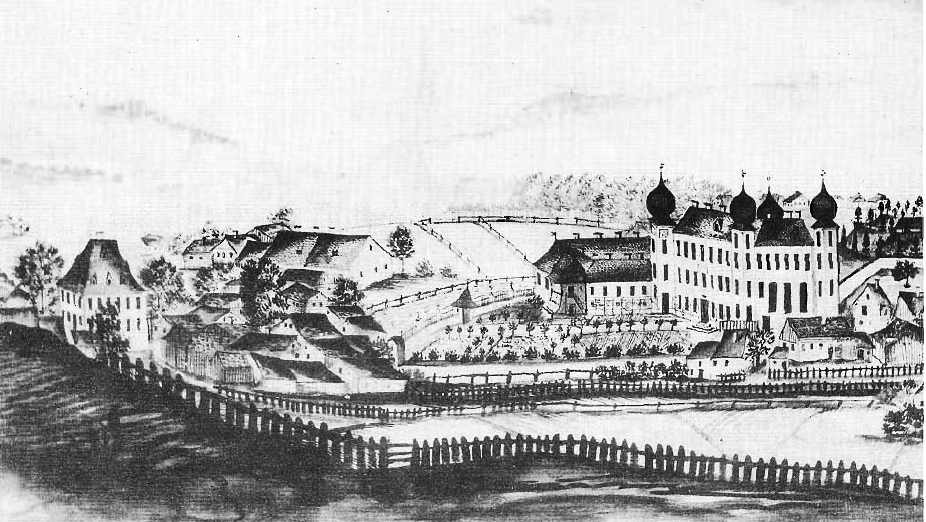
Schloss Pirkensee nach einer Federzeichnung von Georg Hämmerl (um 1800)

Im Jahre 1326 taucht erstmals ein Hertel von Pirchense als Grundherr von Pirkensee auf. Auf diesen folgten ein Härtweig von Pirkensee, ein Hertel von Birchensee, ein Friedrich der Pirkensäer, sowie ab 1425 ein Peter Kanut von Pürkensee, dessen Gattin war Barbara von Hohenfels. Von 1470 bis 1521 sind Ruprecht und Lienhart die Eytenharter als Besitzer genannt.
Von 1521 (eventuell aber bereits ab 1514) bis 1731 waren die Teufel von Pirkensee die hiesigen Eigentümer. Der erste hier war Georg Teufel (1540 als Richter zu Regenstauf bezeichnet), seine Ehefrau war eine Grünbeck und Schwester des Regenstaufer Pflegers Sigmund Grünbeck; sein Sohn Wolf hat begonnen, Pirkensee zu einem Adelssitz auszubauen. Jörg Wolf Teufel, Forstmeister zu Burglengenfeld, war mit Veronika Sinzenhofer aus Leonberg verheiratet. Von 1731 bis 1797 waren die Freiherren von Franken die Hofmarkbesitzer von Pirkensee.
Johann Bernhard von Francken (* am 2. Dezember 1668 in Burg an der Wupper) ließ das 1632 während des Dreißigjährigen Krieges zerstörte alte Schloss abreißen und dort von 1731 bis 1734 das neue Schloss als barocke Dreiflügelanlage mit den markanten Zwiebeltürmen und die Schlosskapelle St. Anna erbauen. Zu dem Schloss gehörten auch eine Schnapsbrennerei und eine Sternwarte. Von Francken war verheiratet mit Catherine zum Pütz und hatte mit ihr elf Kinder. Nach den Francken ging der Besitz 1797 an Freiherrn Karl von Eckart.
Während des Deutsch-Französischen Krieges 1870/71 war im Schloss ein Lazarett untergebracht. 1904 zogen die Erben aus der gräflichen Familie Du Moulin-Eckart in das neu erbaute Neue Schloss Leonberg um. Schloss Pirkensee wurde bis zum Ende des Zweiten Weltkrieges von Gutspächtern bewirtschaftet. Nach dem Krieg waren in dem Schloss viele Flüchtlingen und Heimatvertriebene einquartiert. Die Gründe des Schlossareals wurden samt den landwirtschaftlichen Gebäuden von einer Siedlergemeinschaft erworben, die den dortigen Heimatvertriebenen eine Existenzgrundlage verschaffte.
Ende 1990 wurde das Schloss an eine Frankfurter Immobilienfirma verkauft, die ein Schlosshotel mit Tagungszentrum betreiben wollte. Nach der umfangreichen Sanierung ist das Schloss am 7. Oktober 1999 durch einen Brandstifter angezündet und schwer beschädigt worden. Das Schloss ist bis heute teilweise aufgebaut, mittlerweile ist das Schloss von einem privaten Betreiber instand gesetzt worden und kann für festliche Anlässe gemietet werden.

## Schloss Pirkensee einst und jetzt
Bereits 1600 steht hier ein zweigeschossiger, satteldachgedeckter Bau mit Turm, Schutzmauer und einer Tordurchfahrt. Bei Kriegshandlungen während des Dreißigjährigen Krieges wurde das alte Schloss im Juni 1632 unter Leonhard Teufel von den kaiserlichen Truppen zerstört.
Schloss Pirkensee ist eine nach Norden offene Dreiflügelanlage mit vier Ecktürmen, die um 1734 entstanden ist. Reste einer mittelalterlichen, getreppten Wallanlage mit ovalem Grundriss sind zu erkennen. Zu dem Schloss gehört die sich im östlichen Flügel des Schlosses befindliche Schlosskapelle St. Anna, die um 1735 entstanden ist. Die Kapelle besitzt einen im frühen Rokoko-Stil ausgestatteten Sakralraum. Bemerkenswert sind die geschnitzten Stuhlwangen, der Beichtstuhl und die Stuckarbeiten. Der Tabernakel ist im Rocaille Stil gestaltet. Besonders hervorzuheben ist ein Deckenfresko, das irrtümlicherweise Cosmas Damian Asam zugeschrieben wurde; dies ist aber aufgrund einer Einschätzung von Erika Hanfstaengl unrichtig, denn das Fresko gehört nach Stil und Komposition einer späteren Zeit an. Das Fresko zeigt eine Maria mit dem Kind, umgeben von den Heiligen Josef, Zacharias, Anna, Elisabeth und Joachim. Im Westen befindet sich eine Herrschaftsempore. Auch die Schlosskapelle wurde bei dem Brand 1999 erheblich beschädigt. Bis zur Einweihung der neuen Pfarrkirche „Christ König Pirkensee“ 1960 diente die Kapelle als Pfarrkirche.
Das Schloss wird durch jährlich im November stattfindende Martini-Ausstellungen zu revitalisieren versucht. Zurzeit wird überlegt, das Schloss in eine Wohnanlage mit 16 Wohnungen umzubauen.